# Yoü and I
"Yoü and I" är en låt av den amerikanska artisten Lady Gaga. Låten släpptes som den fjärde singeln ifrån studioalbumet Born This Way den 23 augusti  
2011.
Musikvideon till låten spelades in i Springfield i Nebraska.